# Hugo Emretsson
Per Hugo Martin Emretsson, född 25 september 1973 i Malmö, är en svensk skådespelare.

## Filmografi
- 1995 – En på miljonen
- 1999 – Dödsklockan
- 1999 – Pelle Mård
- 2000 – Vingar av glas
- 2001 – Återkomsten (TV-serie)
- 2002 – Beck – Enslingen
- 2003 – Capricciosa
- 2003 – Swedenhielms
- 2005 – Om Sara
- 2007 – Upp till kamp (TV-serie)
- 2010 – För kärleken
- 2010 – Visste du?
- 2012 – Cleaner 2000

## Teater

### Roller (ej komplett)
| År   | Roll   | Produktion                                                             | Regi              | Teater         |
| ---- | ------ | ---------------------------------------------------------------------- | ----------------- | -------------- |
| 2000 |        | En uppstoppad hund Staffan Göthe                                       | Claes Lundberg    | Östgötateatern |
| 2005 | Petter | Petter och Lotta och stora landsvägen Lucas Svensson efter Elsa Beskow | Carolina Frände   | Dramaten       |
| 2015 |        | Måsen (Чайка, Tjajka) Anton Tjechov                                    | Patrik Pettersson | Dalateatern    |
| 2017 |        | Måsen (Чайка, Tjajka) Anton Tjechov                                    | Patrik Pettersson | Dalateatern    |